# De toverfluit (film)
De toverfluit (Zweeds: Trollflöjten) is een film van de Zweedse regisseur Ingmar Bergman uit het jaar 1975. Het is een verfilming in het Zweeds van de gelijknamige opera van Wolfgang Amadeus Mozart. De film werd oorspronkelijk gemaakt voor de Zweedse televisie, maar werd later ook in de bioscoop vertoond.

## Verhaal
De Koningin van de Nacht vraagt prins Tamino om haar dochter Pamina terug te vinden. Zij is geschaakt door de priester Sarastro. De prins gaat op pad met de vogelvanger Papageno. Wanneer ze de prinses terugvinden, ontdekken ze dat de zaken niet zo zwart-wit zijn als de Koningin ze heeft voorgesteld. Sarastro aanvaardt de verbintenis tussen Tamino en Pamina op voorwaarde dat ze elk eerst een initiatiek parcours doorlopen.

## Rolverdeling
| Acteur             | Personage             |
| ------------------ | --------------------- |
| Ulrik Cold         | Sarastro              |
| Håkan Hagegård     | Papageno              |
| Birgit Nordin      | Koningin van de Nacht |
| Irma Urrila        | Pamina                |
| Elisabeth Eriksson | Papagena              |
| Joseph Kostlinger  | Tamino                |
| Rognar Ufung       | Monostatos            |